# Bryum donatii
Bryum donatii är en bladmossart som beskrevs av Thériot 1935. Bryum donatii ingår i släktet bryummossor, och familjen Bryaceae. Inga underarter finns listade i Catalogue of Life.